# روبنسون سينغ
روبنسون سينغ (بالإنجليزية: Robinson Singh)‏ هو لاعب كرة قدم هندي في مركز الوسط، ولد في 3 فبراير 1997 في Kakching ‏ في الهند. لعب مع نادي بنغالورو.

## وصلات خارجية
- روبنسون سينغ على موقع قاعدة بيانات كرة القدم.إي يو (الإنجليزية)
- روبنسون سينغ على موقع Soccerway.com (الإنجليزية)